# Kraftwerk (Album)
Kraftwerk ist das selbstbetitelte Debütalbum der Düsseldorfer Band Kraftwerk. Es wurde von Conny Plank produziert und erschien im Jahr 1970.

## Entstehungsgeschichte
Im Jahr 1968 lernten sich Ralf Hütter und Florian Schneider an der Kunstakademie in Remscheid kennen und besuchten gemeinsam einen Improvisationskurs am Konservatorium in Düsseldorf, an der Hütter an der elektronischen Orgel und Schneider an der Querflöte ausgebildet wurden. Zu frühen musikalischen Einflüssen neben dem Studium gehörten unter anderem die Musique concrète der Komponisten Pierre Henry und Pierre Schaeffer, die Schneider in der Schallplattensammlung seiner Eltern entdeckte, sowie ein Konzertbesuch bei Karlheinz Stockhausen in Köln.
Das gemeinsame Interesse für Improvisation und avantgardistische Musik verwirklichten Schneider und Hütter zusammen mit Basil Hammoudi, Butch Hauf und Alfred Möricks mit der Gründung der Gruppe Organisation und dem 1970 bei RCA Victor erschienenen Album Tone Float, auf dessen Cover der anfänglich von Kraftwerk als Logo verwendete Leitkegel bereits verwendet wurde. Obwohl die musikalische Ausrichtung dem experimentellen Zeitgeist des zu Beginn der 1970er Jahre in Westdeutschland populärem Krautrocks entsprach, wurde das Album ein kommerzieller Misserfolg. Dies war darauf zurückzuführen, dass der Vertrieb des Plattenlabels nur in England tätig und die LP somit lediglich als Import in Deutschland erhältlich war.

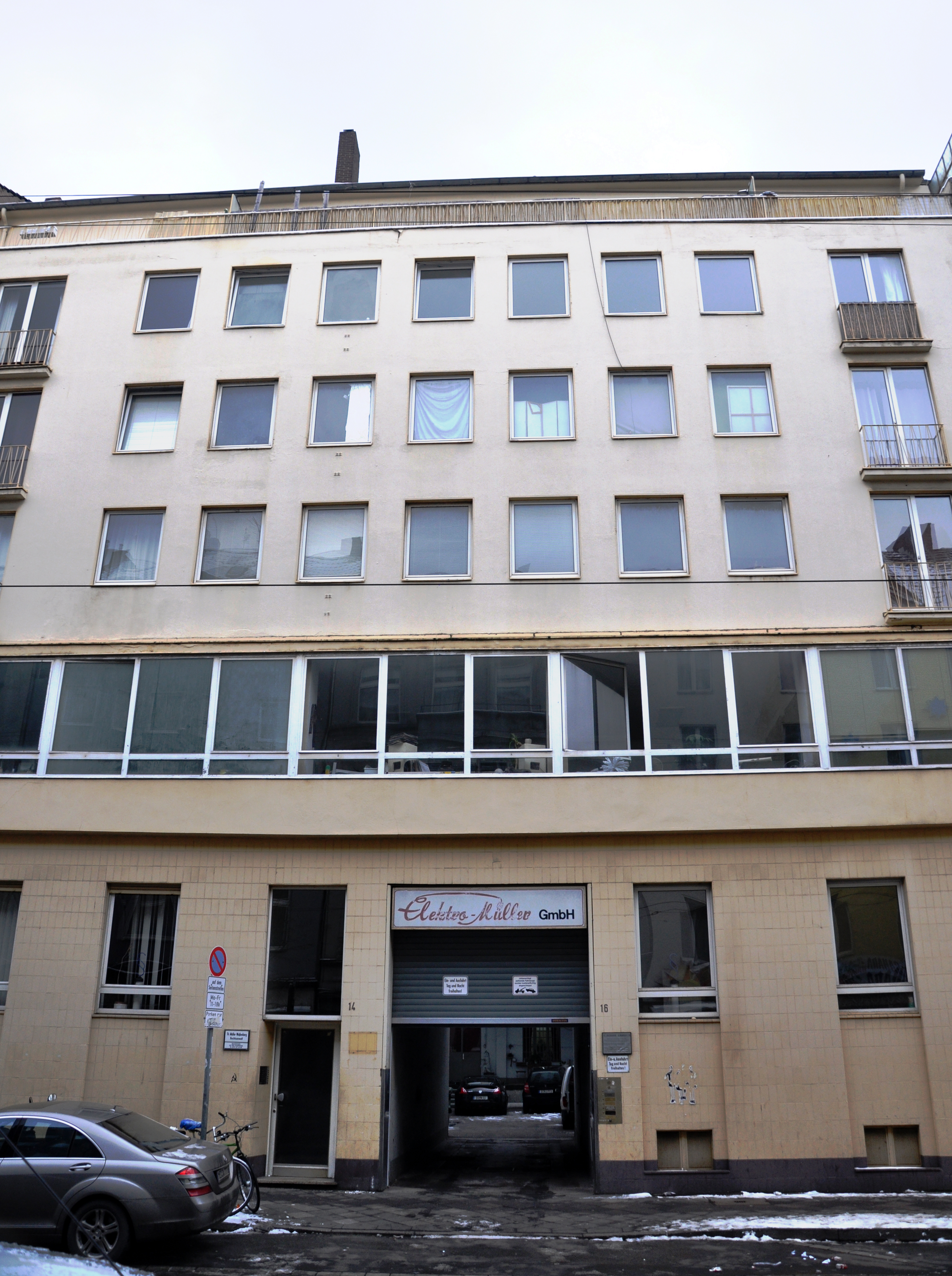
Das Kling-Klang-Studio in der Mintropstraße 16 in Düsseldorf-Friedrichstadt

Aufgrund der negativen Erfahrungen mit Organisation, die sich einerseits durch die schwierige Entscheidungsfindung aufgrund der demokratischen Strukturen innerhalb einer fünfköpfigen Band sowie durch das musikalisch nicht überzeugende Resultat rein improvisierter Musik manifestierten, entschlossen sich Schneider und Hütter zur Gründung einer neuen Formation mit der deutschen Bezeichnung Kraftwerk, um bewusst eine „deutsche Identität“ in der als „amerikanisiert“ empfundenen Kultur in Deutschland während der Nachkriegszeit zu vertreten, wobei rechtspopulistische Tendenzen eindeutig abgelehnt wurden.
Zur Entwicklung neuer musikalischer Ideen gründete Kraftwerk das Kling-Klang-Studio in Düsseldorf und konnte bereits das Plattenlabel Philips und den Produzenten Conny Plank für eine geplante Veröffentlichung gewinnen. Zunächst gestaltete sich die Suche nach einem neuen Schlagzeuger als schwierig, so dass Schneider sich an Experimenten mit elektronischen Rhythmusmaschinen versuchte, die auf späteren Alben erfolgreich eingesetzt werden konnten. Als Schlagzeuger konnten letztlich Andreas Hohmann und Klaus Dinger verpflichtet werden, mit denen die von Schneider und Hütter geschriebenen Titel im Juli und August 1970 von Conny Plank und Klaus Löhmer aufgenommen wurden und das selbstbetitelte Album Kraftwerk im gleichen Jahr als Schallplatte erschien.
Aufgrund der musikalischen Neuausrichtung mit elektronischer Popmusik, die Kraftwerk mit dem 1974 erschienenen Album Autobahn einleitete, sind Tone Float (1970), Kraftwerk (1970) sowie Kraftwerk 2 (1972) und Ralf und Florian (1973) bisher lediglich als Schallplatte erschienen und nicht als CD wiederveröffentlicht worden.

## Musikstil und weitere Entwicklung

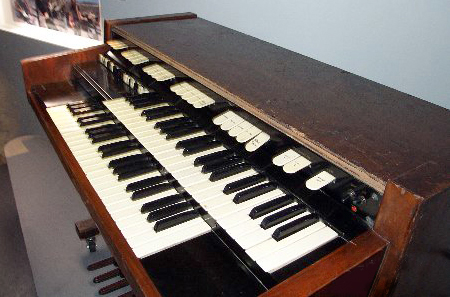
Eine Hammond-Orgel des Typs Hammond M-100, die Hütter im Jahr 1970 spielte.

Auf Kraftwerk entwickelte die Gruppe den auf Tone Float eingeschlagenen Stil mit improvisatorischen und geräuschhaften Elementen weiter und reicherte das musikalische Spektrum um repetitive Figuren und anhaltende Klangflächen an, die den typischen Charakteristika des Krautrocks entsprechen. Aufgrund der rein akustischen Instrumentation mit Orgel, Tubon (Hütter), Querflöte, Violine (Schneider) und Schlagzeug (Hohmann, Dinger) ist der Kontrast zum späteren Gesamtwerk, in dem Kraftwerk vor allem auf den Alben Trans Europa Express (1977), Die Mensch-Maschine (1978) und Computerwelt (1981) unter Zuhilfenahme von Synthesizern und Drumcomputern Pionierarbeit als Wegbereiter zur Entstehung und Etablierung von elektronischer Popmusik geleistet hat, markant.
Der erste Titel des Albums, Ruckzuck, wurde als Titelmelodie der politischen Fernsehsendung Kennzeichen D verwendet.
Nach diversen personellen Veränderungen, in denen Kraftwerk nach dem Ausstieg von Andreas Hohmann, der sich der Jazzrockband Ibliss anschloss, kurzzeitig durch den Bassisten Eberhard Kranemann unterstützt wurde, verließ Ralf Hütter ebenfalls für sechs Monate die Gruppe. Als neues Mitglied wurde der Gitarrist Michael Rother aufgenommen. In der Besetzung Schneider, Dinger und Rother trat Kraftwerk 1971 in der deutschen Musikfernsehsendung Beat-Club auf, wobei der dargebotene Titel Rückstoß Gondoliere, der auf Kraftwerk nicht enthalten ist, auf dem Mitschnitt Frontiers Of Progressive Rock mit weiteren Stücken von Emerson, Lake and Palmer, King Crimson, The Nice, Soft Machine und Yes auf dem Markt erhältlich war. Nachdem Hütter und Schneider für die Arbeit an dem Nachfolger Kraftwerk 2 wieder zueinander fanden, verließen Rother und Dinger die Gruppe und erlangten später durch das Projekt Neu! internationale Anerkennung.
Wolfgang Flür kam anschließend als Schlagzeuger (1973 bis 1986) zur Elektropopgruppe.

## Cover

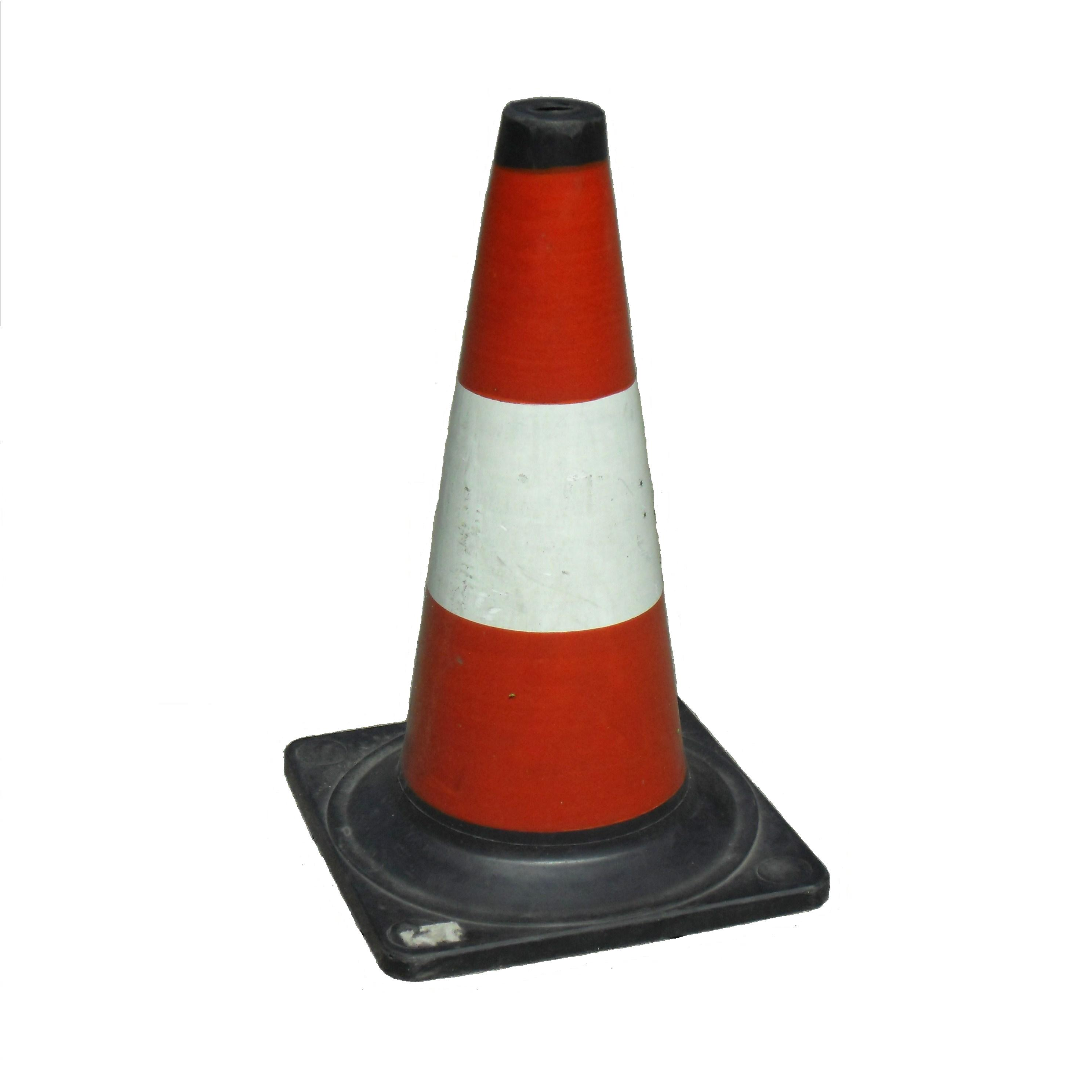
Ein Leitkegel mit typisch auffälliger Farbgebung

Das von Ralf Hütter gestaltete Cover ziert ein Verkehrsleitkegel mit leuchtorangenem Farbton auf weißem Grund. Quer über dem Motiv liegt in schwarzen Buchstaben das Wort „Kraftwerk“. Das nachfolgende Album Kraftwerk 2 verwendet das gleiche Motiv mit einem grün gestalteten Leitkegel. Die explizite Darstellung eines banalen Alltagsgegenstandes mit lediglich einer minimalen Farbänderung lässt sich auf die Motivarbeit des Pop-Art-Künstlers Andy Warhol zurückführen, der von einzelnen sich marginal unterscheidenden Motiven ganze Serien erstellte.
Darüber hinaus ist der Verkehrsleitkegel noch auf den offiziellen Studioalben Tone Float (1970) und Ralf und Florian (1973) abgebildet. Auf weiteren, teilweise inoffiziellen Compilation- und „Best-Of“-Zusammenstellungen ist der Leitkegel ebenfalls verwendet worden.

## Titelliste
A-Seite
1. Ruckzuck – 7:47
2. Stratovarius – 12:10

B-Seite
1. Megaherz – 9:30
2. Vom Himmel Hoch – 10:12

Alle Titel wurden von Ralf Hütter und Florian Schneider geschrieben.